# Liethenmühle

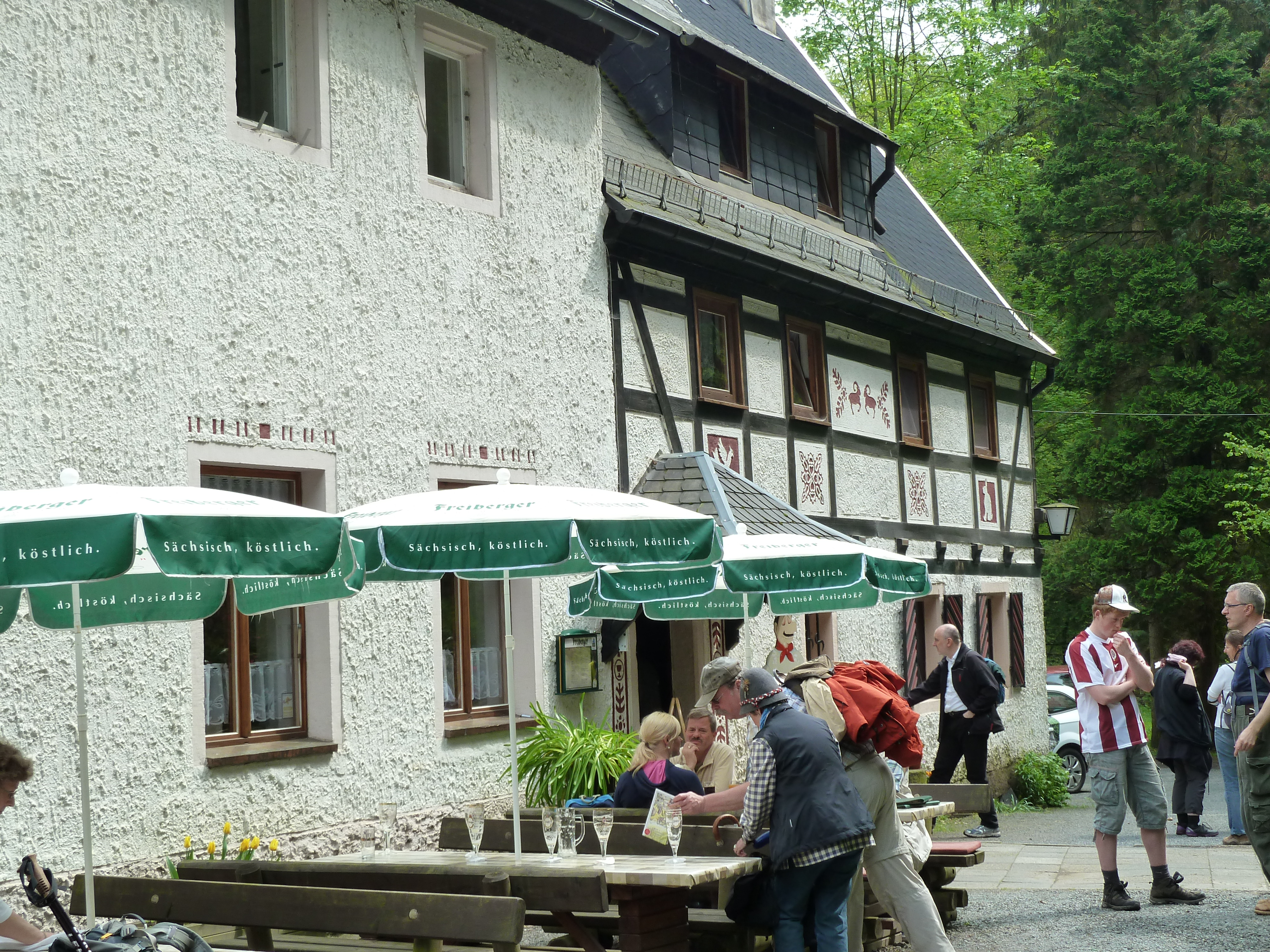
Liethenmühle (2013)

Die Liethenmühle ist eine ehemalige Wassermühle im Ortsteil Kleinhennersdorf der Gemeinde Gohrisch in der Sächsischen Schweiz. Sie wird heute als Waldgasthof und Pension genutzt.

## Geographische Lage
Die Mühle liegt in einem Talkessel zwischen Krippen und Kleinhennersdorf im Elbsandsteingebirge.

## Geschichte
Die Liethenmühle wurde 1572 erstmals urkundlich erwähnt. Sie war über drei Jahrhunderte bis 1900 in Betrieb und wurde dann zu einer Gaststätte mit Übernachtungsmöglichkeit ausgebaut, die 1901 eröffnet wurde. Zu DDR-Zeiten wurde die Mühle als Ferienheim der VEB Uhrenwerke Ruhla genutzt, bevor nach 1989 der öffentliche Gaststättenbetrieb mit Pension wieder aufgenommen wurde.